# Astrothrombus rigens
Astrothrombus rigens är en ormstjärneart som först beskrevs av Jean Baptiste François René Koehler 1910.  Astrothrombus rigens ingår i släktet Astrothrombus och familjen medusahuvuden. Inga underarter finns listade i Catalogue of Life.